# Alessandro Spina
Pour les articles homonymes, voir Spina (homonymie).
Alessandro Spina (né Basili Shafik Khouzam le 8 octobre 1927 à Benghazi et mort le 11 juillet 2013 à Rovato) est un romancier italien.
Il est issu d'une famille de maronites d'Alep. En 2007, il reçoit le Prix Bagutta.